# Frederick Alderman
Pour les articles homonymes, voir Alderman.
Frederick Pitt ("Fred") Alderman (né le 24 juin 1905 à East Lansing et mort le 15 septembre 1998 à Social Circle) est un athlète américain spécialiste du sprint.
Étudiant à l'Université de l'État du Michigan, il remporte deux titres lors des Championnats NCAA 1927, sur 100 et 220 yards. Sélectionné pour les Jeux olympiques de 1928, Fred Alderman décroche la médaille d'or du relais 4 × 400 mètres en compagnie de George Baird, Emerson Spencer et Ray Barbuti. L'équipe des États-Unis établit un nouveau record du monde de la discipline en 3 min 14 s 2 et devance finalement l'Allemagne et le Canada.

## Palmarès
| Date | Compétition     | Lieu      | Résultat | Discipline |
| ---- | --------------- | --------- | -------- | ---------- |
| 1928 | Jeux olympiques | Amsterdam | 1er      | 4 × 400 m  |